# 相泊温泉

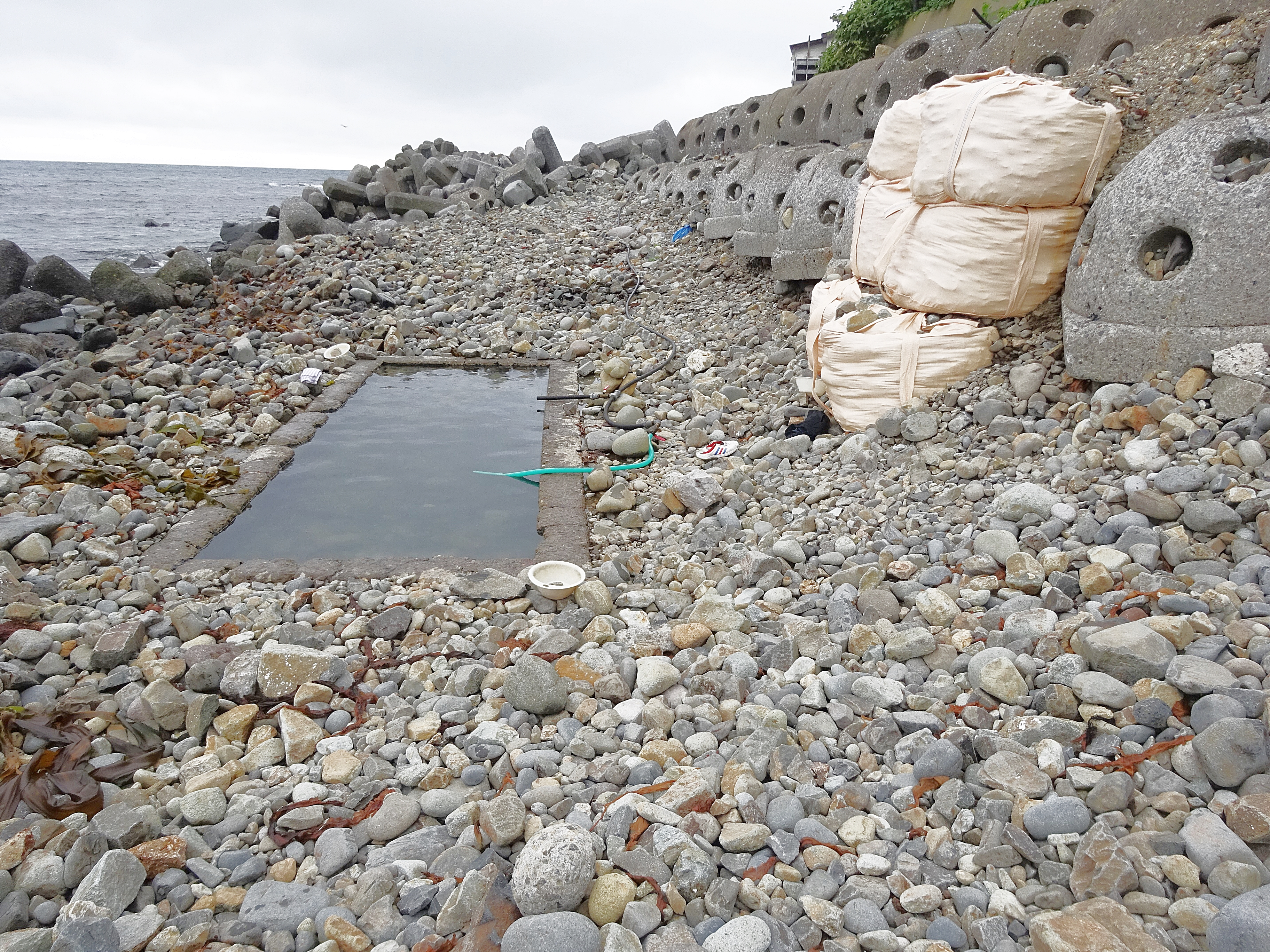
相泊温泉（小屋無しの時期）

相泊温泉（あいどまりおんせん）とは、北海道目梨郡羅臼町相泊にある温泉である。

## 概要
日本最北東端の温泉で、1899年（明治32年）に発見されたといわれている。

## 構造設備
海岸の際にある野湯で、砂利を掘って木枠で囲った浴槽が設置されている。波浪や台風の襲来などで破壊されたり、浴槽自体が埋まることもある。入浴は夏季に限定され、かつ入浴可能日は不定期である。地域住民によって管理されている。
本来は地元漁師の公衆浴場で、観光客向けに整備された施設ではない。時期により露天であったり、合板やブルーシートで小屋掛けを行ったりする。シーズンが終わると小屋を撤去し、浴槽は土砂などで自然に埋められる。
近隣の空き地、海岸付近に広がる砂利のスペースはコンブ干場となっている。車両の立ち入りやキャンプは禁止されている。

## 泉質
- 食塩泉、 源泉温度は50度前後。新第三紀層の火山砕屑岩の亀烈から噴出しており、陽イオンではナトリウムイオン、陰イオンでは塩素イオンが多い塩化物泉(食塩水)となっている[3]。

## 温泉街
- なし。近隣に夏期のみ営業の民宿が1軒、番屋が多数、相泊漁港がある。

## 備考
- 開湯期間は、不定期（夏期限定）。

## アクセス
- 北海道道87号知床公園羅臼線を羅臼町市街地から北上。終点付近。